# Liopholis montana
Espèce
Synonymes
- Egernia montana Donnellan, Hutchinson, Dempsey & Osborne, 2002

Statut de conservation UICN

 NT  : Quasi menacé
Liopholis montana est une espèce de sauriens de la famille des Scincidae.

## Répartition
Cette espèce est endémique d'Australie. Elle se rencontre en Nouvelle-Galles du Sud, au Victoria et dans le territoire de la capitale australienne.

## Description
C'est un saurien vivipare.

## Étymologie
Le nom spécifique montana vient du latin montanus, se rapportant aux montagnes, en référence à la répartition de ce saurien.

## Publication originale
- Donnellan, Hutchinson, Dempsey & Osborne, 2002 : Systematics of the Egernia whitii species group (Lacertilia: Scincidae) in south-eastern Australia. Australian Journal of Zoology, vol. 50, p. 439-459.